# ルナーク
『ルナーク』 (Runark) は、1990年にタイトーが開発し稼働されたアーケード用ベルトスクロールアクションゲーム。日本国外でのタイトルは『Growl』。
レンジャー部隊（MD版では『世界動物愛護機構』）の4人の主人公からプレイヤーキャラクターを選択し、絶滅の危機に瀕した動物たちを守るために密猟団と戦う。
1991年にメガドライブに移植された他、アーケード移植版は日本国内ではPlayStation 2用ソフト『タイトーメモリーズ 上巻』（2005年）、北米および欧州ではPlayStation 2ならびにXbox、Windows用ソフト『Taito Legends 2』（2006年）に収録。また、2023年にアーケードアーカイブスの1作品としてPlayStation 4版とNintendo Switch版が配信された。
開発は日本のタイトー中央研究所が行ったが、元々はタイトーアメリカが現地向けの作品を要望したものであり、随所アメコミ風の演出が取り入れられている。

## ゲーム内容
攻撃力、ジャンプ力、体力の違う4人のプレイヤーキャラクターから1人を選び、様々な格闘技や武器を駆使して悪の密猟団（アーケード版では『密猟団・ブラックビーンズ』、MD版では『ベルサー動物保護法人』）を壊滅させるのが目的。
全7ステージ＋ボーナスステージ1ステージ。4人同時プレイが可能。

### 操作
8方向レバーと2ボタン（攻撃、ジャンプ）でプレイヤーキャラクターを操作する。
- 攻撃ボタンでパンチを繰り出し、連打すると自動的にジャブ、キック、アッパーと切り替わる。
- ジャンプ中に攻撃ボタンを押すとジャンプキックを繰り出し、敵が複数いる場合はまとめて蹴り飛ばせる。
- 敵がダウン状態の時にそばで攻撃ボタンを押すと、ストンピング／髪掴み膝蹴り／髪掴み振り回し／ダブルスレッジハンマー等のとどめの技を繰り出す。
- 敵のそばで敵の方向にレバー斜め下へ入れるとショルダータックルを繰り出す。
- 敵のそばで攻撃ボタンとジャンプボタンを同時押しすると、回転回し蹴り／横飛び回し蹴り／前方回転キック等の大技を繰り出す。同種のベルトスクロールアクションゲームにある様な体力消費は伴わない。
- 武器は攻撃ボタンで取得。攻撃とジャンプボタン同時押しで武器をその場に置く。別の武器と持ち替えたい時は、武器に重なってレバー下＋攻撃ボタンで持ち替える。
- レバー上＋攻撃ボタンとジャンプボタン同時押しで、斜め上方にハイジャンプする。この動作では攻撃は行えない。

### 武器アイテム
敵から奪ったり、樽や木箱を壊して入手可能。
- 剣 - 攻撃ボタンを連打することで隙の無い連続攻撃が可能。
- パイプ - 剣とほぼ同じ。
- 拳銃 - 6発まで発射可能。弾切れのときは拳銃本体を投げる。
- アサルトライフル - 7回まで発射可能。連射可能。弾切れのときは銃を振り回して攻撃可能。
- ロケットランチャー - 4発まで発射可能。威力と攻撃範囲が高い。弾切れのときは本体を振り回して攻撃可能。
- ナイフ - 突き刺して攻撃。投げることもできる。
- 手榴弾 - 柄付き手榴弾。拾って投げるとプレイヤーキャラクターが伏せモーションをとり、その後に爆発する。敵に投げつけられたものを殴ったり、人や物に当たると跳ね返る。敵が投げた場合は地面に落ちて点滅した後で爆発。
- 鞭 - 攻撃範囲が広い上に、鞭の戻りモーションにも背後に対し攻撃判定がある。振りおろしと振りかぶり時の硬直が長いので、懐に飛び込まれたり飛び道具を向けられると弱い。

### その他の武器
- 樽、木箱 - 持ち上げて敵に投げつけられる。一回投げると壊れるが、武器アイテムが出ることがある。
- 岩 - 上記の木箱などと違い、何度でも投げつけられる。
- 爆発する樽 - 攻撃を加えると着火し、しばらく後に爆発する。投げつける事も可能。

### その他
- 密輸団から解放した動物達は、あとからプレイヤーキャラクターの援護をしてくれる。特にステージ5のゾウは画面内に滞留して敵を轢き殺し、死体の上まで誘導すると更に踏み潰して粉々にしてくれる強力な仲間となる。
- 敵の攻撃でプレイヤーキャラクターがダウンして立ち上がった直後に無敵時間がない。このため、立ち上がった瞬間に攻撃を食らって硬直し逃げられないまま一方的にダメージを喰らってしまう事がある。
- 体力回復アイテムが設定されていない。ステージクリア時に体力がゲージ１個分回復する。
- 崖下や海などへ敵を吹き飛ばすと落下させて一発で倒せる。ステージ3のボス達もこの方法によって攻略可能。
- 日本国外版ではコンティニューするとスコアがリセットされるバグが修正されている。

## ステージ構成
ステージ1 - 市街地1
敵に急襲された主人公達が酒場を出発し、市街地で襲い来る敵達と戦いながら、動物達が囚われている貨物列車へと迫る。
ステージ2 - 列車
走行する列車の屋根の上で戦う。後半では前ステージで救出した鳥達が援護してくれる。列車が停車する直前で出現する電柱は当たるとダメージ。ステージボスは出現しない。
ボーナスステージ（BONUS★STAGE）
列車の停車場にて、檻や樽を壊し、囚われた鳥達を時間内に救出する。敵キャラクターは出現しない。
ステージ3 - 市街地2
停車場から市街地を抜け、船着き場へと急行する。鹿の大群が援護してくれる。
ステージ4 - 船
ゾウの密輸船に乗り込み、敵アジトを目指す。
ステージ5 - アジト1
前ステージで救出したゾウがプレイヤーキャラクターを追随しつつ、敵を踏み潰してくれる。
ステージボスの戦車が出現後、ゾウが突進して戦車を破壊し、中から降りてきた大量の敵と戦う。
ステージ6 - 洞窟
このステージのみ奥行き移動がない横移動モードで、穴をジャンプで越えながら右に進んでいく。
下を流れる溶岩に落ちると体力が減るが、落ちた先の足場にリスポーンしてくれる。
岩つらら、トゲ挟み、溶岩から吹き出す噴石がトラップとして仕掛けられている。
敵キャラクターとしてコウモリが登場する。
ステージ7 - アジト2
今までのステージボス達が襲いかかってくる最終ステージ。最終ボスを倒すと真のボスが現れる。

## 登場キャラクター
以下の登場人物名と団体名はメガドライブ版で採用され、4人の男達は『世界動物愛護機構より派遣されたイリーガル・エージェントで、危険な任務に就けるように訓練を受けた特務員でもある』という設定とされた。

### 世界動物愛護機構
ゲン (Gen)
白シャツと中折れ帽のプレイヤーキャラクター。 パラメーターのバランスがよく攻撃パターンに特徴がない。
バーン (Burn)
赤シャツとバンダナのプレイヤーキャラクター。 腕力は若干弱いがマッハジャンプや殺人アッパーなど強力な必殺技をもっている。
カーン (Khan)
青シャツと中折れ帽のプレイヤーキャラクター。 数値的には最強のキャラクター。かなりの破壊力を持つ必殺技のパワーミドルをもっている。
ジャック (Jack)
黄シャツとバンダナのプレイヤーキャラクター。 体力は低いが必殺技が強い。特に爆発するキックは凄絶な威力を誇る。

### ベルサー動物保護法人
ダイスケ
ハンチング帽と吊りズボンを着た雑魚キャラクター。武器アイテムはパイプとナイフを使う。
ベッチ
ミニスカートのスーツを着た女性の雑魚キャラクター。武器アイテムは手榴弾を使う。得意技は旋風脚。手榴弾はスーツの胸元から無限に取り出してくる。
アラブー
ターバンとローブを着た雑魚キャラクター。武器アイテムは鞭を使う。
ニトロマン
ステージ1のボス。ダイナマイトを体に巻きつけた大男。地面に落ちている物を投げつけたり、腕を振り回しながらの突進、ドロップキックを繰り出す。ある程度ダメージを与えると、爆発しながら大ジャンプして襲いかかってくる。最終ステージでは複数登場するが、見境なく他のニトロマンを巻き込んで攻撃してくるため、同士討ちで自滅する事もある。
ヂッブ
ステージ3のボス。商人風の大男。大量に登場して襲いかかる。時々フライングエルボーをかましてくる。
ブーステッドマン
ステージ4のボス。覆面をした大男。プレイヤーの連続攻撃の間隙にも挟み込んでくる素早いコンボ攻撃や、突進しながらの強力なウエスタンラリアットが武器。ステージ4では倒すと命乞いをしてくるが…

## 移植版
| No. | タイトル                                 | 発売日                      | 対応機種                      | 開発元     | 発売元                       | メディア                              | 型式                       | 備考                                                                       |
| --- | ---------------------------------------- | --------------------------- | ----------------------------- | ---------- | ---------------------------- | ------------------------------------- | -------------------------- | -------------------------------------------------------------------------- |
| 1   | ルナーク GROWL                           | 1991年11月15日 1991年       | メガドライブ                  | I.T.L      | タイトー                     | 4メガビットロムカセット               | T-11153 11076              |                                                                            |
| 2   | タイトーメモリーズ 上巻                  | 2005年7月28日               | PlayStation 2                 | タイトー   | タイトー                     | DVD-ROM                               | SLPM-66057                 | アーケード版の移植 一部シーンの表現が削除もしくは差し替え                  |
| 3   | Taito Legends 2                          | 2006年3月31日 2007年5月16日 | PlayStation 2 Xbox Windows    | タイトー   | Empire Interactive Destineer | DVD-ROM                               | PS2: SLES-53852 SLUS-21349 | アーケード版の移植 Xbox版は欧州のみ発売                                    |
| 4   | タイトーメモリーズ 上巻 TAITO BEST       | 2006年7月6日                | PlayStation 2                 | タイトー   | タイトー                     | DVD-ROM                               | TCPS-10160                 | 廉価版                                                                     |
| 5   | タイトーメモリーズ 上巻 エターナルヒッツ | 2007年6月28日               | PlayStation 2                 | タイトー   | タイトー                     | DVD-ROM                               | SLPM-66775                 | 廉価版                                                                     |
| 6   | ルナーク                                 | 2022年3月2日                | イーグレットツー ミニ         | 瑞起       | タイトー                     | プリインストール                      | -                          | アーケード版の移植 本体にあらかじめインストールされた40作品の1つとして収録 |
| 7   | ルナーク                                 | 2023年7月27日               | PlayStation 4 Nintendo Switch | ハムスター | ハムスター                   | ダウンロード (アーケードアーカイブス) | -                          | アーケード版の移植 海外版（GROWL）も収録                                   |
| 8   | タイトーマイルストーン3                  | 2024年11月28日              | Nintendo Switch               | ハムスター | タイトー                     | ゲームカード ダウンロード             |                            | アーケード版の移植                                                         |

メガドライブ版
- 一人プレイ専用。代わりに体力回復アイテムのリンゴが追加された。
- 船ステージのボスが武器なしでも楽に倒せる様になった。
- 洞窟ステージが通常ステージと同じ形式になり、プレイヤー周辺のスポットライトで照らされた部分しか見えない様になっている。
- 敵の集団は『ベルサー動物保護法人』という名だが、同社の横スクロールシューティングゲーム『ダライアス』（1987年）シリーズの敵役「ベルサー」との関連性については何の言及もない。

PlayStation 2『タイトーメモリーズ 上巻』版
- 移植度は良好だが、ロケット弾や手榴弾を使うと人体がバラバラになる残虐表現が削除され、画面が激しく点滅するシーンが差し替えられている。

イーグレットツー ミニ版
- PS2版にあった規制がなくなった。

アーケードアーカイブス版
- 国内版と海外版（GROWL）を収録。
- ゲーム設定で2人同時プレイと4人同時プレイを切り替えられる。
- イーグレットツー ミニ版同様規制がなくなっている。

## スタッフ
- プロモーション・オブジェクト：みはらひろみつ
- 音楽・効果音[9]：YACK.（渡部恭久）
  - サポート：ZUNTATA
- キャラクター・デザイナー：菊地康彦、AYA INOCHI IGARASHI（五十嵐恒三）、FUJIWARAN X（藤原英裕）、仙波隆綱、加藤久和、EXIT YAB（藪崎久也）
- ハードウェア：高橋えいきち、ブルーザーくしろ
- 軽作業：INSECTOR FJW
- ソフトウェア：3D MASTER SUGAWARA（菅原徹）、MUSCLE SATO、YAMABANGA YMOT YAGI（八木正樹）、ON A NINJA DAISUKE YASUKOUCHI（安河内寿男）、CHINPUSON MR2 TANAKA（田中宏幸）、GOD MOUNTAIN Y.KOHYAMA（こうやまゆういち）
- ソフトウェア・サポート：はしもとひでき、きたばやしたかし
- 原案：EXIT YAB（藪崎久也）
- ゲーム・ディレクター：HIDE CHAN
- プロジェクト管理：藤原英裕

## 評価
アーケード版
ゲーム誌『ゲーメスト』の企画「第5回ゲーメスト大賞」（1991年度）で、年間ヒットゲーム44位を獲得している。
メガドライブ版
ゲーム誌『ファミコン通信』の「クロスレビュー」では合計20点（満40点）になっている。
ゲーム誌『メガドライブFAN』の読者投票による「ゲーム通信簿」での評価は以下の通りとなっており、16.90点（満30点）となっている。また、同雑誌1993年7月号特別付録の「メガドライブ&ゲームギア オールカタログ'93」では、「キャラクタそれぞれにパラメータの特性と必殺技があり、それぞれ違った感覚を味わえる。アイテムも多い」とキャラクター設定とアイテムに関して肯定的なコメントで紹介されている。
| 項目 | キャラクタ | 音楽 | 操作性 | 熱中度 | お買得度 | オリジナリティ | 総合  |
| 得点 | 3.22       | 2.81 | 2.81   | 2.68   | 2.54     | 2.84           | 16.90 |
ゲーム本『メガドライブ大全』（2004年、太田出版）では、「剣やムチ、マシンガンといった殺傷力みなぎる武器の数々も、小さく粗いドット絵になって、さっぱり見分けがつけられない」、「オリに捕えられていたタカや象が、密猟者どもにむごたらしく仕返しする『動物ボンバー』はかろうじて再現」とグラフィックやアーケード版よりスケールダウンした点に関して否定的な評価を下している。